# Víctor Púa
Víctor Haroldo Púa Sosa (Paso de los Toros, Uruguay; 31 de marzo de 1956) es un exfutbolista y entrenador uruguayo.

## Trayectoria
Jugó de 1970 a 1981 en clubes uruguayos como Liverpool FC, Colón Fútbol Club, Bella Vista y Defensor, en 1982 jugó en el club paraguayo Olimpia. Después de una temporada en Paraguay vuelve a su país natal para jugar con Defensor, Rampla Juniors, River Plate y Bella Vista, en 1987 va a jugar a Argentina con Mandiyú. En 1988 vuelve a Uruguay para jugar en Sportivo Italiano, en 1989 se retira del fútbol jugando para Cerrito.
Fue entrenador de la Selección de fútbol de Uruguay Sub-20, terminando subcampeón en la Copa Mundial Juvenil de 1997
Fue nombrado para dirigir a la Selección de fútbol de Uruguay en la Copa América de 1999, terminando en segundo lugar. En 2001 fue elegido para reemplazar a Daniel Passarella como director técnico de la Celeste hasta el mundial 2002.
En 2004 fue entrenador del club argentino Rosario Central pero renunció después de sólo 2 partidos, debido a diferencias con la junta y una derrota el Clásico Rosarino. En 2008 pasa a dirigir a Peñarol.

### Selección uruguaya
Participaciones en Copas del Mundo
| Mundial              | Sede                  | Resultado    | PG | PE | PP |
| -------------------- | --------------------- | ------------ | -- | -- | -- |
| Copa Mundial de 2002 | Corea del Sur y Japón | Primera fase | 0  | 2  | 1  |

Participaciones en Mundiales Sub 20
| Copa                   | Sede    | Resultado    | PG | PE | PP |
| ---------------------- | ------- | ------------ | -- | -- | -- |
| Mundial sub-20 de 1997 | Malasia | Subcampeón   | 4  | 2  | 1  |
| Mundial sub-20 de 1999 | Nigeria | Cuarto lugar | 2  | 2  | 2  |

### Participaciones enCopa América
| Copa              | Sede     | Resultado  | PG | PE | PP |
| ----------------- | -------- | ---------- | -- | -- | -- |
| Copa América 1999 | Paraguay | Subcampeón | 1  | 2  | 3  |

## Clubes

### Como jugador
| Club              | País      | Año       |
| ----------------- | --------- | --------- |
| Liverpool         | Uruguay   | 1970-1974 |
| Colón             | Uruguay   | 1975      |
| Bella Vista       | Uruguay   | 1976-1977 |
| Defensor          | Uruguay   | 1978-1981 |
| Olimpia           | Paraguay  | 1982      |
| Defensor          | Uruguay   | 1983      |
| Rampla Juniors    | Uruguay   | 1984      |
| River Plate       | Uruguay   | 1985      |
| Bella Vista       | Uruguay   | 1986      |
| Mandiyú           | Argentina | 1987      |
| Sportivo Italiano | Uruguay   | 1988      |
| Cerrito           | Uruguay   | 1989      |

### Como entrenador
| Club                                   | País      | Año       |
| -------------------------------------- | --------- | --------- |
| River Plate                            | Uruguay   | 1990-1993 |
| Selección Juvenil de fútbol de Uruguay | Uruguay   | 1993-2001 |
| Selección de fútbol de Uruguay         | Uruguay   | 2001-2002 |
| Rosario Central                        | Argentina | 2004      |
| Peñarol (Tercera división)             | Uruguay   | 2007-2009 |
| Peñarol                                | Uruguay   | 2009      |

### Palmarés como jugador
Títulos nacionales
| Competición               | Equipo            | País     | Año  |
| ------------------------- | ----------------- | -------- | ---- |
| Liguilla pre-Libertadores | Defensor Sporting | Uruguay  | 1979 |
| Campeonato Paraguayo      | Olimpia           | Paraguay | 1983 |

Títulos internacionales
| Competición          | Equipo         | Sede      | Año  |
| -------------------- | -------------- | --------- | ---- |
| Juegos Panamericanos | Uruguay Sub-22 | Venezuela | 1983 |